# Ullasundbroen
Ullasundbrua eller Ullasundbroen er en bjælkebro på Fylkesvei 150 i Ålesund kommune i Møre og Romsdal fylke i Norge. Bren krydser Ullasundet mellem Haramsøya og Flemsøya. Den oprindelige bro blev åbnet i 1969.
Mange broer må repareres fordi saltet i havvandet ødelægger betonen og armeringsjernet i broerne. Den gamle Ullasundbro var så skadet at den måtte nedrives og erstattes med en ny bro. Det blev den i 1998, efter kun at have været i drift i 29 år.